# Тимченки (Змиёвский район)
Тимченки (укр. Тимченки) — село,
Тимченковский сельский совет,
Змиёвский район,
Харьковская область, Украина.
Код КОАТУУ — 6321786201. Население по переписи 2001 года составляет 881 (416/465 м/ж) человек.
Является административным центром Тимченковского сельского совета, в который, кроме того, входят сёла
Аксютовка,
Колесники,
Миргороды,
Островерховка,
Сидоры и
Тросное.

## Географическое положение
Село Тимченки находится на левом берегу реки Мжа, выше по течению на расстоянии в 2 км расположено село Кравцово, ниже по течению в 2-х км — село Миргороды, на противоположном берегу расположена большая МТФ.
В селе находится железнодорожная станция Платформа 14 км, к селу примыкают большие лесные массивы лес Малый Бор и лес Большой Бор (сосна), на берегу реки несколько детских лагерей (неработающих) и домов отдыха.
Почва преимущественно песчаная на левом берегу реки и чернозёмная на правом. 

## История
- хутор Тимченковъ основан не позднее 1783 года, присутствует на Планах Генерального Межевания.
- 1861 — дата упоминания в списках населенных мест Харьковской губернии. На карте Харьковской губернии XIX века[1] поселение отмечено как Темченковъ.

## Экономика
- Молочно-товарная ферма.
- Теплицы.
- База отдыха «Тимченки».
- Конноспортивный клуб «Диброва».

## Объекты социальной сферы
- Свято-Покровский Храм.
- Школа.
- Библиотека.
- Кафе.
- База отдыха.

## Достопримечательности
- Братская могила советских воинов.